# Несс-Сіті (Канзас)
Несс-Сіті (англ. Ness City) — місто (англ. city) в США, в окрузі Несс штату Канзас. Населення — 1329 осіб (2020).

## Географія
Несс-Сіті розташований за координатами 38°27′14″ пн. ш. 99°54′22″ зх. д. / 38.45389° пн. ш. 99.90611° зх. д. (38.453841, -99.906205).  За даними Бюро перепису населення США в 2010 році місто мало площу 2,64 км², уся площа — суходіл. В 2017 році площа становила 3,84 км², уся площа — суходіл.

### Клімат
| Клімат : Несс-Сіті      | Клімат : Несс-Сіті | Клімат : Несс-Сіті | Клімат : Несс-Сіті | Клімат : Несс-Сіті | Клімат : Несс-Сіті | Клімат : Несс-Сіті | Клімат : Несс-Сіті | Клімат : Несс-Сіті | Клімат : Несс-Сіті | Клімат : Несс-Сіті | Клімат : Несс-Сіті | Клімат : Несс-Сіті | Клімат : Несс-Сіті |
| Показник                | Січ.               | Лют.               | Бер.               | Квіт.              | Трав.              | Черв.              | Лип.               | Серп.              | Вер.               | Жовт.              | Лист.              | Груд.              | Рік                |
| Абсолютний максимум, °C | 27,2               | 30,0               | 32,8               | 39,4               | 40,6               | 45,6               | 45,0               | 43,9               | 41,1               | 37,8               | 31,7               | 28,3               | 45,6               |
| Середній максимум, °C   | 6,7                | 8,9                | 14,4               | 20,0               | 25,0               | 31,1               | 34,4               | 33,3               | 28,3               | 21,7               | 13,3               | 7,2                | 20,4               |
| Середній мінімум, °C    | −9,4               | −7,2               | −2,8               | 2,8                | 8,9                | 15,0               | 17,8               | 16,7               | 11,1               | 3,9                | −3,3               | −8,3               | 3,8                |
| Абсолютний мінімум, °C  | −27,8              | −27,8              | −24,4              | −11,7              | −3,3               | 2,8                | 5,0                | 6,1                | −6,7               | −10,6              | −20                | −31,7              | −31,7              |
| Норма опадів, мм        | 13                 | 18                 | 44                 | 49                 | 78                 | 78                 | 89                 | 71                 | 47                 | 37                 | 22                 | 19                 | 565                |
| ----------------------- | ------------------ | ------------------ | ------------------ | ------------------ | ------------------ | ------------------ | ------------------ | ------------------ | ------------------ | ------------------ | ------------------ | ------------------ | ------------------ |
| Джерело: weather.com    |                    |                    |                    |                    |                    |                    |                    |                    |                    |                    |                    |                    |                    |

## Демографія
Згідно з переписом 2010 року, у місті мешкало 1449 осіб у 635 домогосподарствах у складі 392 родин. Густота населення становила 548 осіб/км².  Було 739 помешкань (280/км²).
Расовий склад населення:
| - 97,0 % — білих - 0,3 % — чорних або афроамериканців - 0,2 % — азіатів - 0,1 % — корінних американців - 1,6 % — осіб інших рас |

До двох чи більше рас належало 0,8 %. Частка іспаномовних становила 8,9 % від усіх жителів.
За віковим діапазоном населення розподілялося таким чином: 23,0 % — особи молодші 18 років, 51,7 % — особи у віці 18—64 років, 25,3 % — особи у віці 65 років та старші. Медіана віку мешканця становила 47,5 року. На 100 осіб жіночої статі у місті припадало 96,6 чоловіків;  на 100 жінок у віці від 18 років та старших — 92,4 чоловіків також старших 18 років.
Середній дохід на одне домашнє господарство  становив 63 117 доларів США (медіана — 47 969), а середній дохід на одну сім'ю — 74 464 долари (медіана — 60 167). Медіана доходів становила 48 598 доларів для чоловіків та 24 886 доларів для жінок. За межею бідності перебувало 8,7 % осіб, у тому числі 14,3 % дітей у віці до 18 років та 2,1 % осіб у віці 65 років та старших.
Цивільне працевлаштоване населення становило 714 особи. Основні галузі зайнятості: освіта, охорона здоров'я та соціальна допомога — 27,7 %, сільське господарство, лісництво, риболовля — 21,4 %, фінанси, страхування та нерухомість — 9,0 %, транспорт — 6,4 %.